# I-32 (sous-marin)
Le I-32 (イ-32) est un sous-marin japonais de type B (乙型（伊十五型)）ayant servi durant la Seconde Guerre mondiale dans la Marine impériale japonaise.
Il a opéré dans l'océan Pacifique et l'océan Indien et a soutenu les forces japonaises dans la campagne de Nouvelle-Guinée et la campagne de Guadalcanal avant qu'il ne soit coulé en mars 1944.

## Construction
Construit par l'Arsenal naval de Sasebo au Japon, le I-32 a été mis sur cale le 30 janvier 1940 sous le nom de Sous-marin No. 145. Il a été lancé et renommé I-32 le 17 décembre 1940 et a été achevé et mis en service le 26 avril 1942.

## Description
Le I-32, pesant près de 2 600 tonnes en surface, était capable de plonger à 100 m, puis de se déplacer à une vitesse maximale de 8 nœuds, avec une autonomie de 96 milles nautiques à une vitesse réduite de 3 nœuds. En surface, sa portée était de 14 000 milles nautiques, développant une vitesse maximale de 23,6 nœuds. Il transportait un hydravion de reconnaissance biplace Yokosuka E14Y (connu des Alliés sous le nom de Glen), stocké dans un hangar hydrodynamique à la base de la tour de navigation (kiosque).

## Histoire de service
Lors de sa mise en service, le I-32 a été rattaché au district naval de Kure. Le 30 mai 1942, il a été réaffecté à la 15e division sous-marine de la 1er escadron de sous-marins de la 6e Flotte. Il a quitté Kure le 16 juin 1942 et s'est rendu à Truk.

### Première patrouille de guerre
Le 30 juin 1942, le I-32est parti de Truk pour sa première patrouille de guerre, à laquelle il est assigné à une zone de patrouille au large de l'Australie. Il effectua une reconnaissance de Port Vila sur l'île Éfaté dans les Nouvelles-Hébrides le 9 juillet 1942 et de la Nouvelle-Calédonie entre le 13 et le 15 juillet 1942. Il se trouvait dans l'océan Indien à 200 milles nautiques (370 km) au sud-sud-est d'Esperance, en Australie occidentale, le 4 août 1942, lorsqu'il fit surface vers 19h10 et attaqua le transport de troupes australien Katoomba au moyen de tirs d'artillerie. Le Katoomba, qui faisait route de Fremantle (Australie occidentale) à Adélaïde (Australie méridionale), émit un signal de détresse et riposta en tentant de s'échapper à grande vitesse. Le I-32 le poursuivit pendant plusieurs heures avant d'abandonner la poursuite, n'ayant pas réussi à toucher le Katoomba. La patrouille se termina le 28 août 1942 à George Town sur l'île de Penang en Malaisie britannique occupée par les Japonais. Il quitta Penang le 6 septembre 1942 et se dirigea vers Truk, qu'il atteignit le 18 septembre 1942.

### Seconde patrouille de guerre
Avec un hydravion Yokosuka E14Y1 (nom de code allié "Glen") embarqué, le I-32 partit de Truk le 30 septembre 1942 pour commencer sa deuxième patrouille de guerre; il fut réaffecté au sein de la 2e unité de blocus. Sa zone de patrouille se trouvait à proximité de la Nouvelle-Calédonie, et il fut chargé de lancer son avion le 17 octobre 1942 pour effectuer un vol de reconnaissance au-dessus de Nouméa. Le 3 octobre 1942, il est réaffecté à la 1re unité de blocus, mais il développe peu après une fuite de diesel et reçoit l'ordre d'interrompre sa patrouille et de retourner à Truk, où il est annoncé les 6 et 7 octobre 1942 avant de repartir vers Kure, qu'il atteint le 13 octobre 1942. Il a été réparé à Kure.

### Campagne de Nouvelle-Guinée, décembre 1942-janvier 1943
Une fois les réparations terminées, le I-32 a quitté Kure le 4 décembre 1942 à destination de Truk, puis s'est mis en route de Truk le 14 décembre 1942 en direction de Rabaul sur la Nouvelle-Bretagne. Au cours de son voyage, il a été en plongée dans la mer de Bismarck au large des îles de l'Amirauté le 16 décembre 1942, lorsqu'il a détecté un sous-marin allié à la surface à 22 heures et a commencé une approche, mais le sous-marin ennemi a plongé avant de pouvoir l'attaquer.
À son arrivée à Rabaul, le I-32 a été affecté au groupe de sous-marins B, et il a commencé une série de ravitaillements en Nouvelle-Guinée pour soutenir les forces japonaises combattant dans la campagne de Nouvelle-Guinée. Transportant une cargaison de 22 tonnes de nourriture et de munitions, il a quitté Rabaul pour sa première traversée le 19 décembre 1942, et est arrivé au large de l'estuaire du fleuve Mambare à Buna, sur la côte de la Nouvelle-Guinée, le 24 décembre 1942. Il a repris la mer le même jour après avoir déchargé sa cargaison, et est revenu à Rabaul le 26 décembre 1942: Il a quitté Rabaul le 27 décembre et est arrivé sur le fleuve Mambare le 29 décembre, mais après n'avoir pas réussi à contacter les forces japonaises à terre, il est retourné à Rabaul, où il est arrivé avec sa cargaison encore à bord le 31 décembre 1942.
Le I-32 a effectué deux autres voyages de ravitaillement en janvier 1943, quittant Rabaul le 7 janvier, arrivant au large de l'estuaire du Mambare pour y décharger sa cargaison et embarquer 43 passagers le 9 janvier, faisant escale à Rabaul du 11 au 12 janvier, et revenant à la Mambare le 14 janvier, où il a déchargé 22 tonnes de nourriture et de munitions, puis se dirigeant vers Truk, où il est arrivé le 18 janvier 1943.

### Troisième et quatrième patroilles de guerre
Le 24 janvier 1943, le I-32 quitta Truk pour commencer sa troisième patrouille de guerre, affecté à une ligne de patrouille sous-marine au sud de Guadalcanal, où la campagne de six mois de Guadalcanal était dans sa phase finale. Elle s'acheva pendant que le I-32 était en patrouille, lorsque les Japonais achevèrent l'opération Ke, l'évacuation de leurs forces de l'île, le 8 février 1943. Le 11 février, le I-32 aperçut un porte-avions américain qui se dirigeait vers l'est, mais sa patrouille restera par ailleurs tranquille. Il revint à Truk le 22 février 1943.
Affecté au groupe de sous-marins B le 25 mars 1943, le I-32 a quitté Truk ce jour-là pour sa quatrième patrouille de guerre, au cours de laquelle il a opéré dans les environs des Fidji et des îles Samoa. Après une patrouille sans incident, il est retourné à Truk le 1er juin, puis s'est mis en route le 3 juin en direction de Kure, qu'il a atteint le 10 juin 1943.

### Juillet à décembre 1943
Remorquant un conteneur d'approvisionnement Unkatō - un conteneur de fret submersible de 135 pieds (41,1 m) pouvant transporter jusqu'à 377 tonnes de fournitures, conçu pour un voyage à sens unique dans lequel les destinataires du cargo le libèrent, le récupèrent et le déchargent - le I-32 quitte Kure le 30 juillet 1943 et met le cap sur Rabaul, où il arrive début août 1943. Le 5 septembre 1943, il partit pour la Nouvelle-Guinée, remorquant un conteneur Unkato, et se rendit pour la première fois à Lae, en Nouvelle-Guinée, pour y livrer du ravitaillement. Le 25 septembre 1943, il s'est rendu en Nouvelle-Calédonie où il a tenté de mettre à l'eau son hydravion Yokosuka E14Y1 embarqué au large de Nouméa pour une mission de reconnaissance, mais un dysfonctionnement de la catapulte a obligé à annuler le vol. Il s'est ensuite dirigé vers les eaux au large de la côte est de l'Australie, et il se trouvait au large de Coffs Harbour sur la côte nord de la Nouvelle-Galles du Sud du Sud le 7 octobre 1943 lorsqu'il a attaqué le convoi PG 72, un convoi australien en voyage de Sydney en Nouvelle-Galles du Sud à Brisbane dans le Queensland. Toutes ses torpilles ont manquéesleurs cibles . Après avoir vu l'une d'entre elles faire surface plusieurs fois entre elle et le convoi, l'une des escortes de convoi, la corvette HMAS Glenelg de la Royal Australian Navy, a réussi à établir un contact asdic sur le I-32, mais l'a ensuite perdu avant de pouvoir monter une contre-attaque contre le sous-marin.
Réaffecté au groupe de sous-marins B le 19 octobre 1943, le I-32 reçut l'ordre le 20 octobre de tenter un nouveau vol de reconnaissance au-dessus de Nouméa, mais cet ordre fut ensuite annulé. Au lieu de cela, il fut détaché du groupe de sous-marins B le 26 octobre 1943 et reçut l'ordre de rejoindre d'autres sous-marins pour intercepter un convoi de six navires américains. Il reçut ensuite l'ordre de reconnaître Pago Pago sur Tutuila aux Samoa américaines et effectua une reconnaissance périscopique du mouillage le 7 novembre 1943. Le 12 novembre, il subit une panne de moteur diesel et le 13 novembre 1943, il reçut l'ordre de retourner à Truk, qu'il atteignit en toute sécurité.
Partant de Truk le 24 novembre 1943, le I-32 a fait escale à Kwajalein du 27 novembre au 5 décembre 1943. Il est revenu à Truk le 8 décembre 1943, a pris à bord des torpilles du ravitailleur de sous-marins Heian Maru le 10 décembre, puis a pris la mer le 14 décembre 1943 à destination du Japon, où il est arrivé à Kure le 20 décembre 1943 pour une révision.

### Février-mars 1944
Sa révision étant terminée, le I-32 quitta Kure le 28 février 1944 à destination de Truk, qu'il atteignit le 8 mars 1944. Pendant son séjour au Japon, les forces américaines avaient capturé Kwajalein, Majuro et Eniwetok dans les îles Marshall, laissant isolées certaines garnisons japonaises contournées. Le 15 mars 1944, le I-32 quitta Truk pour aller porter des provisions à la garnison isolée de l'atoll de Wotje, avec l'ordre de faire suivre la livraison des provisions par une patrouille anti-navigation dans l'océan Pacifique, à l'est des Marshall. Au cours de son voyage vers Wotje, il signala avoir aperçu un avion porteur américain à 200 milles nautiques (370 km) au sud-sud-ouest de Kusaie à 14h30, heure du Japon, le 17 mars 1944, et le 23 mars 1944 à 22h21, heure du Japon, il signala avoir aperçu un groupe de patrouilleurs alliés.

### Perte
La Fleet Radio Unit Pacific, une organisation de renseignement et de cryptanalyse des signaux de la marine américaine à Hawaï, a intercepté et décrypté le message du I-32 du 23 mars 1944. Un groupe de chasseurs-tueurs de la marine américaine composé du destroyer USS Halsey Powell, du destroyer d'escorte USS Manlove et du chasseur de sous-marin USS PC-1135 s'est donné rendez-vous dans l'atoll d'Erikub et a entrepris d'intercepter le I-32.
Le 24 mars 1944, à 4h22, le Manlove a détecté au radar un sous-marin en surface à 50 milles nautiques (93 km) au sud de Wotje, à une distance de 5 milles nautiques (9,3 km). Le Manlove s'est rapproché du sous-marin, qui s'est immergé alors qu'il se trouvait à 2 700 m, ce qui a fait perdre au Manlove le contact radar. Le Manlove a cependant rapidement rétabli le contact sonar sur le sous-marin, et le Halsey Powell s'est approché, déployant toutes ses grenades sous-marines en une série d'attaques. Le Manlove et le PC-1135 ont ensuite attaqué, le Manlove larguant des grenades sous-marines et tirant des salves de Hedgehog et le PC-1135 attaquant avec des projectiles Mousetrap. Le sous-marin a coulé à la position géographique de 8° 30′ N, 170° 10′ E.
Le sous-marin coulé par les Halsey Powell, Manlove et PC-1135 était probablement le I-32. Le 24 mars 1944, la marine impériale japonaise a déclaré qu'il était présumé perdu avec tout son équipage. Il a été rayé de la liste de la marine le 10 juin 1944.